# リッキー・ギブソン
リッキー・ギブソン（Ricky Gibson、本名：Rick Cain、1952年11月19日 - 2006年9月15日）は、アメリカ合衆国のプロレスラー。フロリダ州ペンサコーラ出身。
ロックンロール・エクスプレスで活躍したロバート・ギブソンの実兄であり、ロバートとの兄弟タッグチーム、ザ・ギブソン・ブラザーズ（The Gibson Brothers）でも活動した。
1975年7月の全日本プロレス初来日時、ミサイルキックを日本で初公開したことで知られる。

## 来歴
YMCAでレスリングを学び、プロレス会場での写真やコーラの売り子を経て、地元ペンサコーラをサーキット・エリアとするアラバマのNWAガルフ・コースト地区にて、1970年に17歳でデビュー。
若手のベビーフェイスとして活動し、1972年12月29日にバトルロイヤルで優勝してNWAアラバマ・ヘビー級王座を獲得。1973年12月7日にはスティーブ・カーンと組んでガルフ・コースト地区のUSタッグ王座にも戴冠した。1974年からは、長年の主戦場となるテネシーのNWAミッドアメリカ地区にも参戦し、1974年6月3日にジェリー・ローラーを破りNWA南部ジュニアヘビー級王座を獲得している。
1975年7月、全日本プロレスの『サマー・アクション・シリーズ』に初来日。開幕戦では外国人エースの一角ボビー・ダンカンのパートナーに起用されてメインイベントに出場し、ジャイアント馬場&アントン・ヘーシンクと対戦した。シリーズ第14戦目となる7月21日の新潟市体育館大会では、ジャンボ鶴田を相手にコーナーポスト最上段からのミサイル・ドロップキックを日本で初公開、試合には敗れたものの話題を集めた（後に鶴田はこの技を、大一番の切り札として使用するようになる）。
1976年はボブ・ガイゲルが主宰していた中西部のセントラル・ステーツ・レスリングに進出し、10月1日にブルドッグ・ボブ・ブラウンからNWAセントラル・ステーツ・ヘビー級王座を奪取。10月25日にはハーリー・レイスの挑戦を受け、時間切れ引き分けで防衛に成功した。以降もボブ・スローターなどを相手に防衛戦を行い、11月22日まで王座を保持している。
主戦場のテネシーでは、同地区のトップスターだったビル・ダンディーともコンビを組み、1977年1月24日にデビッド・シュルツ&ダッチ・マンテルを破ってNWA南部タッグ王座を獲得。5月1日にも、前年にデビューした弟のロバート・ギブソンをパートナーに、デニス・コンドリー&フィル・ヒッカーソンから同タッグ王座を奪取、ギブソン・ブラザーズとしての初戴冠を果たしている。
以降、1970年代末よりロバートとのギブソン・ブラザーズでの活動を本格的に開始。1979年6月20日にはロサンゼルスにてツイン・デビルズを破りNWAアメリカス・タッグ王座を獲得。テネシーでは1980年から1982年にかけて、NWAミッドアメリカの後継団体CWAにて、キューバン・アサシン&イラニアン・アサシン、ブロンド・ボンバーズ（ラリー・レイザム&ウェイン・ファリス）、ミスター・オーニタ&マサ・フチ、スタン・レーン&スウィート・ブラウン・シュガーなどのチームを相手に、NWAからAWAの認定タイトルとなった南部タッグ王座を争った。
1983年はアラバマのサウスイースタン・チャンピオンシップ・レスリングにてシングルプレイヤーとして活動したが、自動車事故により引退を余儀なくされた。その後、散発的にリングに復帰し、リッキー・リー・ジョーンズ（Ricky Lee Jones）のリングネームでジム・クロケット・プロモーションズなどに出場するも、本格的なカムバックを果たすことはなかった。
1994年8月5日、ジム・コルネットが主宰していたスモーキー・マウンテン・レスリングにて、ロバート・ギブソン&リッキー・モートンのロックンロール・エクスプレスのセコンドとして公の場に久々に登場。対戦相手チームのクリス・キャンディード&ブライアン・リーのマネージャー、タミー・リン・シッチとも対峙した。
2006年9月15日、フロリダ州ミルトンの自宅にて死去。53歳没。

## 得意技
ミサイル・ドロップキック

## 獲得タイトル
スーパースター・チャンピオンシップ・レスリング
- SCWウエスタン・ステーツ・タッグ王座：1回（w / ボビー・シェーン）[14]

ガルフ・コースト・チャンピオンシップ・レスリング / サウスイースタン・チャンピオンシップ・レスリング
- NWAアラバマ・ヘビー級王座：3回[5]
- NWAガルフ・コースト・ヘビー級王座：1回[15]
- NWA USジュニアヘビー級王座：1回[16]
- NWA USタッグ王座（ガルフ・コースト版）：1回（w / スティーブ・カーン）[6]
- NWAテネシー・タッグ王座：1回（w / ジミー・ゴールデン）[17]
- NWAサウスイースタン・タッグ王座：2回（w / ジミー・ゴールデン）[18]

NWAミッドアメリカ / コンチネンタル・レスリング・アソシエーション
- NWA南部ジュニアヘビー級王座（ミッドアメリカ版）：1回[7]
- NWA南部タッグ王座（ミッドアメリカ版） / AWA南部タッグ王座：6回（w / トミー・ギルバート、ビル・ダンディー、ロバート・ギブソン×4）[11]
- NWA世界6人タッグ王座（ミッドアメリカ版）：1回（w / トミー・ギルバート&エディ・マーリン）
- NWAミッドアメリカ・タッグ王座：3回（w / スティーブ・コバックス、ビル・ダンディー×2）

セントラル・ステーツ・レスリング
- NWAセントラル・ステーツ・ヘビー級王座：1回[9]

NWAハリウッド・レスリング
- NWAアメリカス・タッグ王座：1回（w / ロバート・ギブソン）[12]